# Arseniusz (Berło)
Arseniusz, imię świeckie Andrzej Iwanowicz Berło (zm. 6 lipca 1744) – biskup prawosławny I Rzeczypospolitej, działający w jurysdykcji Rosyjskiego Kościoła Prawosławnego. 

## Życiorys
Miał pochodzenie kozackie. Jego matka była córką Atanazego Szczurowskiego, pułkownika wojska kozackiego straconego w 1663 na polecenie Iwana Brzuchowieckiego. Ojciec przyszłego duchownego pochodził z Wołoszczyzny i był sędzią w pułku perejasławskim. Andrzej Berło uczył się w prawosławnych szkołach brackich w Kijowie i we Lwowie. Następnie złożył wieczyste śluby mnisze w jednym z kijowskich monasterów i w 1717 był już archidiakonem w soborze katedralnym w Kijowie. W 1722 towarzyszył metropolicie kijowskiemu Warłaamowi w jego podróży do Moskwy. Po powrocie otrzymał godność archimandryty i został przełożonym    
Monasteru Międzygórskiego. 
Po śmierci biskupa mścisławskiego, mohylewskiego i orszańskiego Sylwestra duchowieństwo wakującej eparchii, zgodnie z panującym w Rzeczypospolitej zwyczajem, wskazało jako kandydata na jego następcę Gedeona (Szyszkę), przełożonego monasteru Świętych Piotra i Pawła w Mińsku, lub archidiakona Kaliksta (Zaleńskiego). Kandydatury te nie zostały uznane za trafne przez mieszczaństwo mohylewskie, również mające wpływ na obsadę katedry. W ocenie prawosławnych Mohylewa nowym biskupem białoruskim powinien był zostać biskup nominowany przez Świątobliwy Synod Rządzący, pochodzenia szlacheckiego, rosyjskiego. W rezultacie Synod 12 grudnia 1728 nominował na katedrę mścisławską Arseniusza (Berło). Od 29 stycznia 1729 nominat był wspominany w nabożeństwach na terenie eparchii białoruskiej jak jej ordynariusz, zaś w marcu tego samego roku sobór duchowieństwa i świeckich administratury potwierdził nominację wystawioną przez Świątobliwy Synod Rządzący. 30 stycznia 1730 miała miejsce chirotonia biskupia archimandryty Arseniusza, zaś 10 marca tego samego roku dotarł on do Mohylewa. Jego wybór na ordynariusza eparchii mścisławskiej, mohylewskiej i orszańskiej nadal nie był wtedy potwierdzony stosownym przywilejem królewskim. 
W Mohylewie biskup został entuzjastycznie powitany przez ludność prawosławną, zaś niechętnie – przez miejscowe bractwo stauropigialne. Duchowieństwo katolickie (obydwu obrządków) również oprotestowało przyjazd hierarchy, wywiesiło w mieście obraźliwe napisy i portrety, czy wręcz grożące mu śmiercią. Już w kwietniu 1730 Arseniusz (Berło) pisał do Synodu, iż jego wierni są zachęcani do przyjmowania katolicyzmu, a dwie cerkwie w Mohylewie zostały siłowo odebrane przez unitów; w związku z tym biskup prosił o przeniesienie na inną katedrę, położoną w granicach Rosji. 
Mimo starań rosyjskiego posła w Warszawie o zatwierdzenie przez króla polskiego nominacji biskupiej Arseniusza (Berły), August II Mocny 29 czerwca 1730 wydał reskrypt, w którym zabronił prawosławnej ludności Mohylewa uznawania go za ordynariusza swojej eparchii. Równocześnie Sekretariat Stanu Stolicy Apostolskiej polecił nuncjuszowi papieskiemu w Rzeczypospolitej, by ten starał się wpłynąć na króla tak, by przekazał eparchię białoruską unitom. Przeciwko dopuszczeniu biskupa Arseniusza do pracy duszpasterskiej działał także unicki arcybiskup połocki Florian Hrebnicki. August II Mocny uzasadniał swoją decyzję obcym pochodzeniem i zbyt niską pozycją rodziny biskupa. W lutym 1731, po kolejnej nieudanej interwencji posła rosyjskiego w jego sprawie, biskup Arseniusz osobiście udał się do Warszawy, jednak nie został dopuszczony do króla, zaś ministrowie potraktowali go w lekceważący sposób. 
W 1731 unici siłą odebrali prawosławnej eparchii białoruskiej drugą rezydencję biskupią w Pieczersku oraz wsie stanowiące jego uposażenie. Kilkakrotnie doszło do napadów na główną rezydencję hierarchy. W tym samym czasie trwały rozmowy między Rosją a Rzecząpospolitą w sprawie dalszych losów eparchii białoruskiej i jej ordynariusza, w czasie których biskup Arseniusz pozostawał w Mohylewie. Wyjechał z tego miasta dopiero jesienią 1732, gdy zdecydowano, że opuści on eparchię, a jego następcą zostanie duchowny wywodzący się z Rzeczypospolitej. Antoni Mironowicz uważa, że skierowanie Arseniusza (Berły) na katedrę białoruską było wyborem całkowicie nietrafionym, gdyż duchowny nie orientował się ani w sytuacji w Rzeczypospolitej, ani w specyficznej strukturze zarządzania swoją eparchią (w szczególności w roli świeckich, bractw stauropigialnych – nieobecnych w Rosyjskim Kościele Prawosławnym).  
W 1733 Świątobliwy Synod Rządzący wyznaczył go na biskupa perejasławskiego i boryspolskiego. Dwa lata później został przeniesiony ponownie, tym razem na katedrę biełgorodzką. Z powodu choroby nigdy jednak nie wyjechał do Biełgorodu, zarządzał jedynie eparchią listownie, z dotychczasowej rezydencji w Perejasławiu; w 1736 Synod nominował nowego biskupa biełgorodzkiego. Urząd biskupa perejasławskiego sprawował do śmierci w 1744.